# Nathan Rees
Pour les articles homonymes, voir Rees.
Nathan Rees (né en 1968) est un homme politique australien qui a été le 41e premier ministre, et ministre de la Culture de Nouvelle-Galles du Sud du 5 septembre 2008 au 4 décembre 2009, membre de l'Assemblée législative de cet État depuis 2007 pour le district électoral de Toongabbie dans la banlieue ouest de Sydney. Il est le chef parlementaire et de la fédération du Parti travailliste australien en Nouvelle-Galles du Sud. 
Diplômé en 1994 en littérature anglaise de l'Université de Sydney, il a rempli une carrière d'assistant parlementaire et gouvernemental.
Il a été ministre du gouvernement de son prédécesseur Morris Iemma chargé des Services d'Urgence et de l'Eau du 2 avril 2007 au 5 septembre 2008. 
Le 3 décembre 2009, Rees a été déposé en tant que chef du Parti travailliste par Kristina Keneally après avoir perdu un retentissant caucus avec vote à bulletin secret du Parti travailliste après quinze mois comme premier ministre. Il est le membre du Parlement Nouvelle-Galles du Sud qui a eu le mandat le plus court de député avant de devenir premier ministre depuis la création de la Fédération et le seul premier ministre travailliste de Nouvelle-Galles du Sud à ne pas avoir dirigé le parti dans une élection.